# Dorian Mortelette
Dorian Mortelette (født 24. november 1983 i Armentières, Frankrig) er en fransk roer og dobbelt olympisk medaljevinder.
Mortelette vandt, som del af den franske firer uden styrmand, bronze ved OL 2008 i Beijing. Fire år senere vandt han sølv i toer uden styrmand ved OL 2012 i London, sammen med Germain Chardin. Sammen med Chardin deltog han også ved OL 2016 i Rio de Janeiro, hvor parret dog kun opnåede en 5. plads, igen i toer uden styrmand.
Mortelette vandt VM-guld i firer uden styrmand ved VM 2010. Han har også vundet en VM-sølvmedalje i toer uden styrmand ved VM 2013 og en EM-bronzemedalje i otter ved EM 2009, og en sølvmedalje i toer uden styrmand ved EM 2015.

## OL-medaljer
- 2008:  Bronze i firer uden styrmand
- 2012:  Sølv i toer uden styrmand